# Ignacio R. de Medina
Ignacio de Medina (Granada, España) es un empresario, consultor y cabildero  español, que se desempeñó como Consultor y miembro de Consejo de Administración para empresas como Telefónica, Indra o Mainbridge Capital. Es también impulsor de diversas iniciativas empresariales en España, inversor de startups y promueve bilateralmente las relaciones empresariales y diplomáticas en el sector público-privado entre España y los países de Medio Oriente como Arabia Saudita, UAE o Catar. Es autor del libro “Unlocking Saudi” sobre su trayectoria en relaciones internacionales y en ayudar a empresas a desarrollar internacionalmente sus negocios y abrir mercados, especialmente en Arabia Saudita. También es columnista de medios internacionales como Arab News.
Además es productor cinematográfico, television y espectáculos para empresas como NBCUniversal, FOX o WarnerMedia. Es experto en inversión en la industria de entretenimiento y medios siendo ponente en eventos internacionales como MIPCOM o Iberseries. Asimismo, forma parte de la International Academy of Television Arts & Sciences, y es jurado de Premios internacionales como los Premios PRODU o los International Emmy® Awards, lo que le sitúa como el jurado más joven de los premios. En Oriente Medio ha sido nombrado por el Red Sea Film Festival como un personaje relevante en la industria del entretenimiento en esta región.

## Biografía
Ignacio es graduado en Administración y Dirección de Empresas por la universidad CUNEF de Madrid. Asimismo, posee un posgrado en Gestión, Dirección y Liderazgo de Empresas Internacionales por la IE Business School y un máster Ejecutivo en Gestión de Empresas de Media (Media MBA) por la Universidad de Navarra - IESE Business School.
A lo largo de su trayectoria profesional, ha trabajado como Consultor de Negocio y Relaciones Internacionales en las multinacionales Telefónica, IBM y la tecnológica española INDRA. Ha realizado implementaciones tecnológicas y de reingeniería de procesos así como consultoría de negocio para La Liga, Atresmedia, Movistar, BBVA, o Telxius. Ha facilitado la apertura de negocio y expansión internacional para empresas como Telefónica, Inditex y NBCUniversal, entre otras. 
Institucionalmente Ignacio ha trabajado y colaborado con los organismos oficiales y gobiernos de diferentes países como Canadá, Japón, España, Estados Unidos, México o Italia para promover las relaciones internacionales de las principales empresas nacionales en los diferentes mercados de Oriente Medio, especialmente en Catar y Arabia Saudita. 

## Productor Ejecutivo
Ignacio de Medina se inició en el cine en 2005 realizando su primer cortometraje The Solitude y en 2006 como ayudante en el programa de TV para Andaluces por el Mundo, de Canal Sur TV. Seis años después dirige y produce su única película Retrato de Un Nueve estrenada en España.
Desde 2018, como Productor Ejecutivo ha liderado acuerdos estratégicos con compañías como FOX y Warner Channel para la producción de nuevos contenidos. Ha sido productor de formatos exitosos como Border Security: America's front line (Entertainment One, Netflix, Corus), My Brilliant Friend (HBO) o el formato de reality show americano Real Housewives of Beverly Hills (BravoTV), entre otros. Recientemente ha participado también en la producción de Detective Knight: Rogue, la última película del actor Bruce Willis y en la producción de Desert Warrior, la producción más grande hasta la fecha de MBC Studios con un presupuesto de 150 millones de dólares y rodada en el complejo NEOM en Arabia Saudita.
| Año  | Título                                  | Tipo de Producción | Productora                    |
| ---- | --------------------------------------- | ------------------ | ----------------------------- |
| 2025 | Desert Warrior                          | Película           | MBC Studios                   |
| 2024 | My Brilliant Friend                     | Serie TV           | HBO                           |
| 2023 | Franklin                                | Serie TV           | Black Panther Films           |
| 2022 | Detective Knight: Rogue                 | Película           | Lionsgate                     |
| 2022 | The Good Nurse                          | Película           | Netflix                       |
| 2022 | The Eight                               | Serie TV           | MBC Studios                   |
| 2022 | The Endgame                             | Serie TV           | NBC                           |
| 2021 | The Housewives of the North Pole        | TV Movie           | Bravo TV                      |
| 2021 | The First Wave                          | Documental         | Disney+ / National Geographic |
| 2021 | Real Housewives of Beverly Hills        | Reality Show       | Bravo TV / NBC                |
| 2021 | Dam                                     | Serie TV           | Show Max                      |
| 2019 | Andalucía: tierra de arte               | Documental         | Canal Sur TV                  |
| 2019 | Border's Security: America's Front Line | Serie TV           | ABC / Netflix                 |
| 2019 | Entering Red                            | Cortometraje       | Campari / Black Panther Films |
| 2018 | Tigrilla                                | Cortometraje       | -                             |
| 2018 | En Tránsito                             | Cortometraje       | -                             |
| 2016 | Sabor & Fusión                          | Serie TV           | Canal Sur TV                  |
| 2012 | Retrato de Un Nueve                     | Película           | Black Panther Films           |
| 2005 | The Solitude                            | Cortometraje       | -                             |

## Participación en eventos internacionales
Como experto en inversión y negocio en la industria del entretenimiento, Ignacio ha impulsado diversas iniciativas y proyectos y es ponente especializado de Inversión, Negocio y Producción para eventos internacionales como Festival de Cannes o Festival de Berlín.
En 2020 se convirtió en el miembro más joven de la International Academy of Television Arts & Sciences quien otorga los prestigiosos premios Emmy®, siendo también uno de los 10 profesionales de televisión españoles miembros de dicha organización en esa fecha.
| Años                   | Organización                     | Participación           | Lugar                  |
| ---------------------- | -------------------------------- | ----------------------- | ---------------------- |
| 2026                   | NATPE Global                     | Ponente & Special Guest | Miami, US              |
| 2025                   | MPTS                             | Ponente & Special Guest | Londres, UK            |
| 2025, 2024, 2023, 2022 | International Emmys Awards       | Jurado                  | New York, USA          |
| 2025, 2024, 2019       | MIPCOM                           | Special Guest           | Cannes, Francia        |
| 2024, 2020             | Berlinale                        | Ponente & Special Guest | Berlín, Alemania       |
| 2023, 2022, 2021       | Premios PRODU                    | Jurado                  | Cancún, México         |
| 2023                   | Red Sea Film Festival            | Special Guest           | Jeddah, Arabia Saudita |
| 2022                   | L.A. Screenings                  | Ponente & Special Guest | Los Angeles, USA       |
| 2021                   | Mestizo Lab                      | Ponente & Special Guest | Madrid, España         |
| 2021, 2020             | Conecta Fiction                  | Ponente                 | España                 |
| 2021, 2020             | International Emmys - Semifinals | Jurado                  | España                 |
| 2021, 2020             | Iberseries Platino Industria     | Ponente, Moderador      | Madrid, España         |
| 2020                   | Mip Cancún                       | Ponente                 | Cancún, México         |